# إدوارد إف. دبليو. إليس
إدوارد إف. دبليو. إليس هو سياسي أمريكي، ولد في 15 أبريل 1819، وتوفي في 6 أبريل 1862.